# یواس‌اس هایمن (دی‌دی-۷۳۲)
یواس‌اس هایمن (دی‌دی-۷۳۲) (به انگلیسی: USS Hyman (DD-732)) یک کشتی بود که طول آن ۱۱۴٫۸ متر (۳۷۷ فوت) بود. این کشتی در سال ۱۹۴۴ ساخته شد.